# Myeongseong de Corée

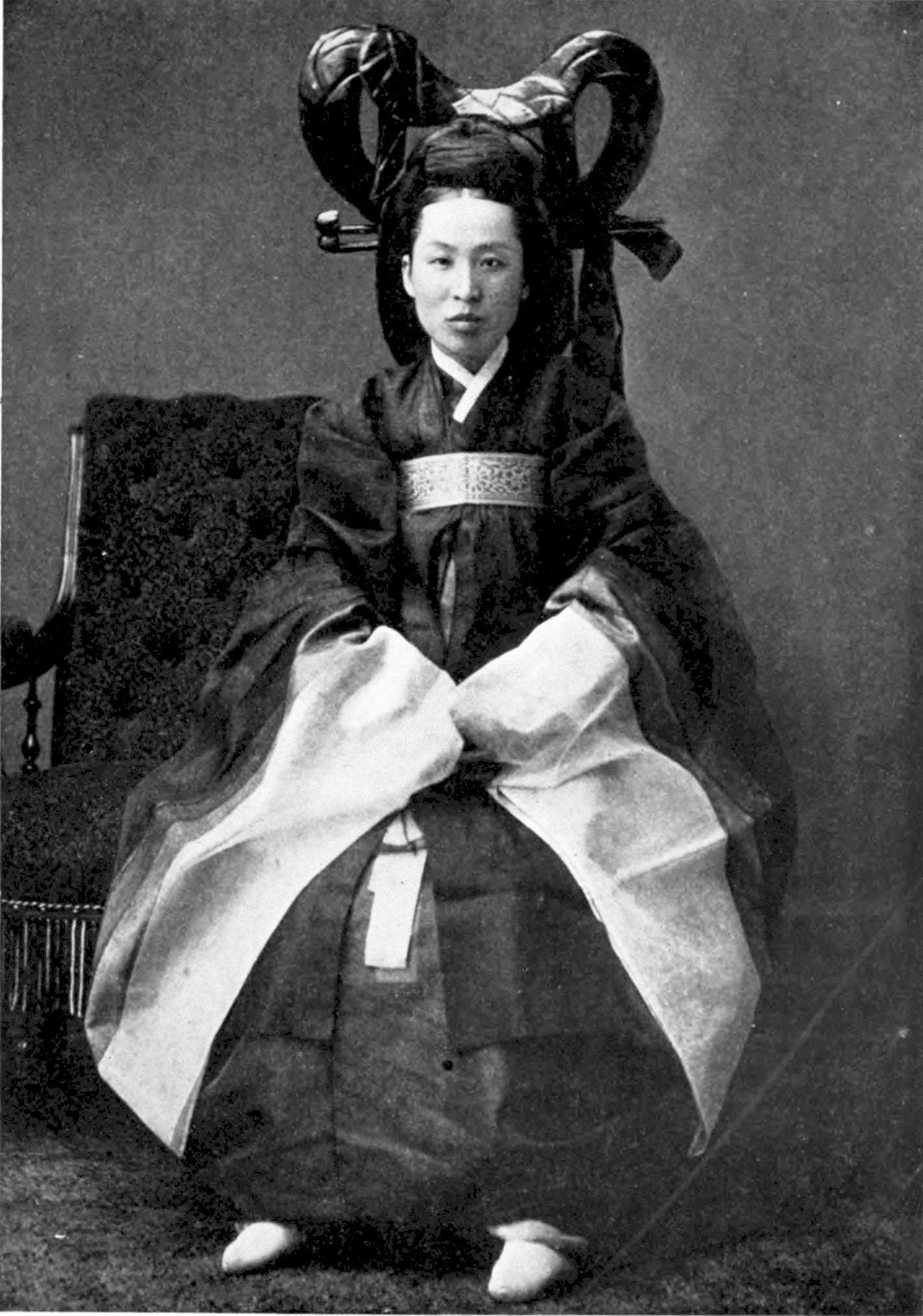
Myeongseong.

Myeongseong (17 novembre 1851 - 8 octobre 1895), aussi connue comme la reine Min, est la première épouse officielle du roi Kojong, 26e roi de la dynastie Joseon de la Corée. En 1902, elle reçoit le titre et le nom posthumes d'impératrice Hyoja Wonseong Jeonghwa Hapcheon Honggong Seongdeok Myeongseong Taehwanghu (hangeul : 효자 원성 정화 합천 홍 공성 덕명 성태 황후, hanja : 孝慈元圣正化合天洪功诚德明成太皇后), souvent abrégé en Myeongseong Hwanghu (hangeul : 명성 황후, hanja : 明成皇后).
Soupçonnée par les Japonais de vouloir se rapprocher de la Russie pour contrebalancer l'influence japonaise, elle est assassinée le 8 octobre 1895 dans le palais royal de Gyeongbok par de nombreux assaillants dirigés par le général Miura Gorō, aidés par des collaborateurs coréens. Son corps est emmené dans un bois voisin et brûlé.

## Biographie
Elle est la fille du prince Min Chi-rok (1799-1858), issu du clan Yeoheung Min, et de Hanchang (1818-1874), du clan Hansan Yi.

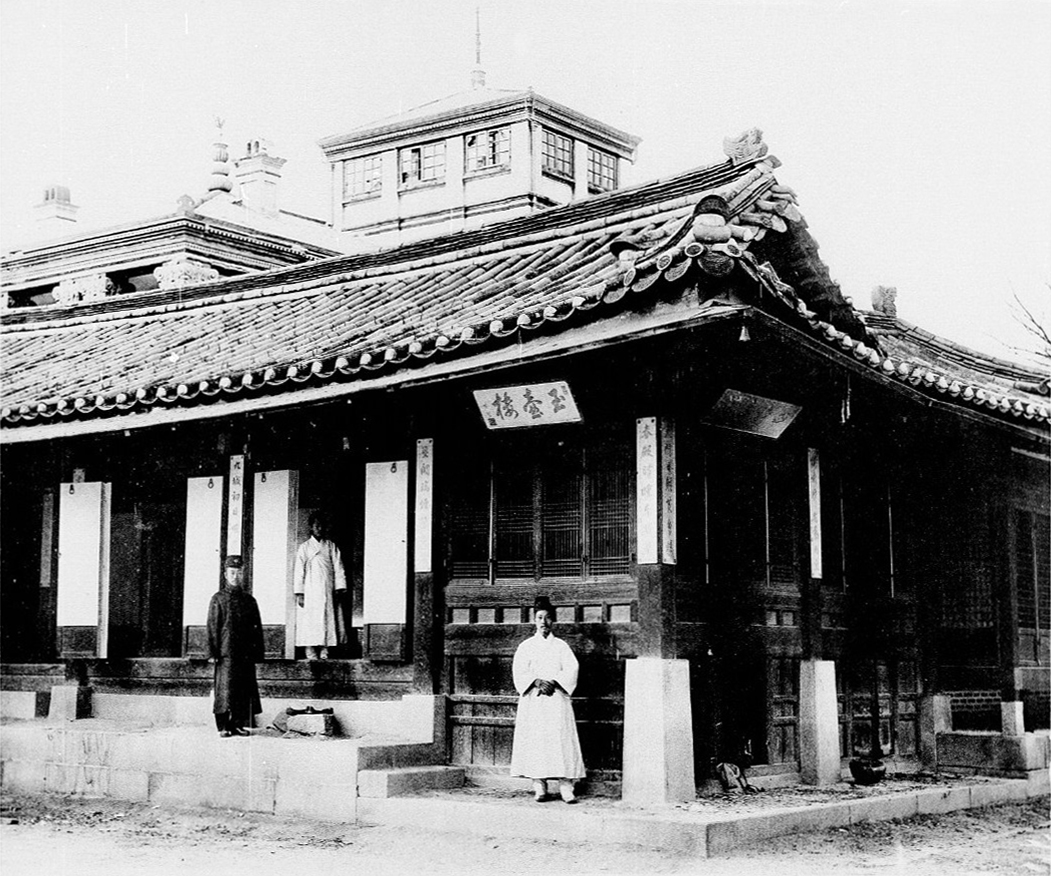
Pavillon du palais de Gyeongbokgung où la reine a été assassinée.

Au petit matin du 8 octobre 1895, l'impératrice est assassinée puis brûlée sous les ordres de Miura Gorō, un lieutenant général de l'armée impériale japonaise,,. Elle a 43 ans. L'assassinat est motivé par la volonté de l'impératrice de se rapprocher de la Russie pour contrecarrer les ambitions japonaises. L'attentat est mené par un groupe de soldats, de diplomates et de civils japonais. L'impératrice et trois dames de cour sont tuées. Son corps est brûlé dans la forêt de pin en face des appartements impériaux et ses cendres y sont dispersées. L'attentat provoque la réprobation des Occidentaux, ce qui conduit le Japon à organiser un faux procès où Miura Goro est acquitté.

## Héritage
Aucune photo officielle n'existe de Myeongseong, toutes celles qui lui sont attribuées sont des suppositions postérieures à son décès. En 2017, la galerie d'art Daboseong à Séoul annonce avoir trouvé ce qui pourrait être un portrait de la l'impératrice en hanbok.

## Dans la culture populaire
- En 2001, un drama coréen en 124 épisodes racontant la vie de l'impératrice est diffusé sur KBS 2[7].
- La pièce The Lost Face 1895 jouée par la Seoul Performing Art Company se base sur le fait qu'aucune photo officielle d'elle n'existe et qu'une autre femme aurait été prise pour elle et tuée par l'armée japonaise[8].